# 正丙苯
正丙苯（英語：n-propylbenzene）是一种烷基苯，为异丙苯的同分异构体。在化工生产中可做用作溶剂或有机合成中间体，也可用于纺织染料和印刷，作醋酸纤维溶剂。该物质可由由硫酸二乙酯和苄基氯化镁作用制备。